# Frank König
Adolphus Franciscus (Frank) König (Gent, 7 mei 1874 - Brussel, 9 december 1959) was een Belgische voetballer en atleet, die gespecialiseerd was in de sprint. Hij werd driemaal Belgisch kampioen voetbal en veroverde op twee nummers zes Belgische atletiektitels.

## Biografie
Königs ouders zijn jong van Zwitserland naar België gekomen en hijzelf is in Gent geboren en hij studeerde twee jaar in Engeland. Daar hadden ze moeilijkheden om Franz correct uit te spreken en vanaf toen liet hij zich Frank noemen. Daarna verhuisde hij naar Brussel. 

### Voetbal
König was eerst aangesloten bij Brussels Football Association, dat in 1895 opging in Racing Club Brussel.
In 1897 werd hij voor het eerst landskampioen voetbal. De volgende twee seizoenen werd hij topscorer. In 1900 volgde een nieuwe landstitel. In dat jaar was hij de coach van het Belgisch voetbalelftal op de Olympische Zomerspelen 1900. In 1902 was hij geen vaste waarde in het eerste elftal, maar speelde hij toch de testwedstrijd om de landstitel tegen Léopold Club. Hij was ook actief als scheidsrechter. Zo was hij in 1905 de scheidsrechter bij de eerste voetbalinterland België-Nederland in Antwerpen. Hij trainde ook van 1902 tot 1920 Racing Club Brussel. In 1939 werd hij trainer werd van Lyra, maar hij bleef het maar één seizoen vanwege de uitgebroken oorlog.

### Atletiek
Als atleet werd König in 1897 voor het eerst Belgisch kampioen op de 400 m. Dit in een Belgisch record. De volgende twee jaren veroverde hij zowel de titel op de 100 m en de 400 m. In 1899 verbeterde hij het Belgisch record van Léon t'Serstevens op de 200 m tot 22,9 s. In 1900 werd hij voor de vierde opeenvolgende keer Belgisch kampioen op de 400 m. In 1901 stelde hij zijn record op de 200 m bij tot 22,8 s.

## Belgische kampioenschappen
Voetbal
1896-1897, 1899-1900, 1901-1902
Atletiek
| onderdeel | jaar                   |
| --------- | ---------------------- |
| 100 m     | 1898, 1899             |
| 400 m     | 1897, 1898, 1899, 1900 |

## Persoonlijke records
| Onderdeel | Prestatie      | Datum        | Plaats     |
| --------- | -------------- | ------------ | ---------- |
| 200 m     | 22,8 s (ex NR) | 11 juni 1901 | Brussel    |
| 400 m     | 51,6 s (ex NR) | 11 juli 1897 | Anderlecht |

## Palmares

### Voetbal
- 1896-1897: Belgisch landskampioen
- 1897-1898: Belgisch topscorer
- 1898-1899: Belgisch topscorer
- 1899-1900: Belgisch landskampioen
- 1901-1902: Belgisch landskampioen

### Atletiek

#### 100 m
- 1897:  BK AC
- 1898:  BK AC - 11,4 s
- 1899:  BK AC - 11,2 s

#### 400 m
- 1897:  BK AC - 51,6 s (NR)
- 1898:  BK AC - 56,8 s
- 1899:  BK AC - 55,4 s
- 1900:  BK AC - 56,2 s